# Astragalus lagowskii
Astragalus lagowskii är en ärtväxtart som beskrevs av Ernst Rudolf von Trautvetter. Astragalus lagowskii ingår i släktet vedlar, och familjen ärtväxter. Inga underarter finns listade i Catalogue of Life.